# David L. Kennedy
David L. Kennedy AM, vollständig David Leslie Kennedy (* 25. April 1948 in Montrose, Vereinigtes Königreich) ist ein britisch-australischer Provinzialrömischer Archäologe und Hochschullehrer, der insbesondere durch das von ihm gegründete luftbildarchäologische Projekt Aerial Photographic Archive for Archaeology in the Middle East (APAAME) international bekannt geworden ist.

## Leben
David Kennedy schloss sein 1971 begonnenes Studium 1974 mit einem Bachelor of Arts in Alter Geschichte und Archäologie an der University of Manchester ab. Nach weiteren Studien wurde er im Jahr 1980 an der University of Oxford mit einer Arbeit über die römischen Hilfstruppen in der Provinz Syrien promoviert. Seine Hauptarbeitsgebiete sind der römische Nahe Osten sowie das römische Militär. 
Kennedy lehrte von 1976 bis 1989 an der englischen University of Sheffield und von 1989 bis 1990 an der US-amerikanischen Boston University, bevor er 1990 eine Stelle an der University of Western Australia im australischen Perth antrat. Er gründete 1978 das Aerial Photographic Archive for Archaeology in the Middle East (APAAME), das er bis 2018 auch leitete. Ab 1998 stand ihm der Archäologe Robert Bewley als Co-Direktor zur Seite. Das Projekt wechselte mehrfach seinen universitären Standort und ist seit 2015 in Oxford angesiedelt. APAAME widmet sich der Untersuchung und Dokumentation archäologischer Stätten des Nahen Ostens mittels Fernerkundung. Zur Tätigkeit der APAAME gehören auch die Auswertung historischer Luftbilder und aktueller Satellitenaufnahmen sowie die Kartierungen von Fundstellen. Ein Ziel des Projekts ist die Dokumentation der regionalen Siedlungsgeschichte.
Im Oktober 2017 wurde Kennedy emeritiert und im Januar 2018 übernahm er als Direktor die beiden Projekte Aerial Archaeology in the Kingdom of Saudi Arabia (AlUla) (AAKSAU) sowie Aerial Archaeology in Kingdom of Saudi Arabia (Khaybar) (AAKSAK), die im Januar 2020 abgeschlossen waren.
Er ist seit 1985 Mitglied der Society of Antiquaries of London und seit 1995 Mitglied der Australian Academy of the Humanities. Außerdem ist er Vorsitzender der 2004 gegründeten Roman Archaeology Group (RAG) in Perth zur Förderung der Provinzialrömischen Archäologie.
Im Jahr 2002 wurde Kennedy von der australischen Regierung mit der Centenary Medal für seine Verdienste um die Archäologie geehrt. 2025 wurde er zum Member des Order of Australia ernannt.

## Schriften (Auswahl)
- Settlement and Soldiers in the Roman Near East (= Variorum Collected Studies 1032) Routledge, London 2013, ISBN 9781409464365.
- The Roman Army in Jordan. Council for British Research in the Levant, Henry Ling, London 2004, ISBN 0-9539102-1-0.
- The twin towns of Zeugma on the Euphrates. Rescue work and historical studies (= Journal of Roman Archaeology Supplementary Series 27). Journal of Roman Archaeology, Portsmouth RI 1998, ISBN 1-887829-27-X.
- mit Derrick N. Riley: Rome’s Desert Frontiers from the Air. University of Texas Press, Austin 1990, ISBN 0-292-77045-6.
- mit Philip Freeman: The Defence of the Roman and Byzantine East. Proceedings of a colloquium held at the University of Sheffield in April 1986. 2 Bände (= BAR International Series 297; British Institute of Archaeology at Ankara Monograph 8), BAR Publishing, Oxford 1986, ISBN 0-86054-381-1.
- mit Shelagh Gregory: Sir Aurel Stein’s Limes Report. (= BAR International Series 272) BAR Publishing, Oxford 1985, ISBN 0860543498.
- Archaeological Explorations on the Roman Frontier in North East Jordan. The Roman and Byzantine military installations and road network on the ground and from the air (= BAR International Series 132), BAR Publishing, Oxford 1982, ISBN 0860541657.
- The auxilia and numeri raised in the Roman province of Syria. University of Oxford, 1980 (= Dissertation)